# Copa de Naciones de balonmano de Oceanía
El Campeonato de Naciones de Balonmano de Oceanía era la competición oficial de las selecciones nacionales absolutas de balonmano de Oceanía, y se celebraba cada dos años. Además de coronar a los campeones de Oceanía, el torneo también servía como clasificatorio para el Campeonato Mundial de Balonmano. También se disputa la Copa del Pacífico de Balonmano, en la que estados de otros países, como Nueva Caledonia, Tahití y Wallis y Futuna (Francia) e Islas Marshall, Guam y Samoa Americana (EE UU), que no son elegibles para los campeonatos mundiales de la Federación Internacional de Balonmano, compiten contra las naciones miembros. 

## Historia
Tras dos décadas de funcionamiento, el torneo deja de celebrarse, pasando a disputar algunas selecciones el Campeonato Asiático de Balonmano.

## Torneo masculino

### Historial
| Año  | Sede       | Campeón             | Resultado    | Subcampeón    | Tercer puesto / Cuarto Puesto | Tercer puesto / Cuarto Puesto | Tercer puesto / Cuarto Puesto | N.º. de selecciones |
| ---- | ---------- | ------------------- | ------------ | ------------- | ----------------------------- | ----------------------------- | ----------------------------- | ------------------- |
| 1994 | Canberra   | Australia           | 36-12; 23-10 | Nueva Zelanda | Solo hubo dos equipos         | Solo hubo dos equipos         | Solo hubo dos equipos         | 2                   |
| 1996 | Porirua    | Australia           | 19-13; 29-20 | Nueva Zelanda | Solo hubo dos equipos         | Solo hubo dos equipos         | Solo hubo dos equipos         | 2                   |
| 2002 | Sydney     | Australia           | Liguilla     | Vanuatu       | Islas Cook                    | Islas Cook                    | Islas Cook                    | 3                   |
| 2004 | Sydney     | Australia           | Liguilla     | Nueva Zelanda | Islas Cook                    | Islas Cook                    | Islas Cook                    | 3                   |
| 2006 | Sydney     | Australia           | Liguilla     | Nueva Zelanda | Islas Cook                    | Islas Cook                    | Islas Cook                    | 3                   |
| 2008 | Wellington | Nueva Caledonia (1) | Liguilla     | Australia     | Islas Cook                    | Liguilla                      | Nueva Zelanda                 | 4                   |
| 2010 | Porirua    | Australia           | Liguilla     | Nueva Zelanda | Islas Cook                    | Islas Cook                    | Islas Cook                    | 3                   |
| 2012 | Sydney     | Australia           | 31-10; 31-10 | Nueva Zelanda | Solo hubo dos equipos         | Solo hubo dos equipos         | Solo hubo dos equipos         | 2                   |
| 2014 | Auckland   | Australia (8)       | 22-18; 32-18 | Nueva Zelanda | Solo hubo dos equipos         | Solo hubo dos equipos         | Solo hubo dos equipos         | 2                   |

### Palmarés
| Núm. | País            | Oro | Plata | Bronce | Total |
| ---- | --------------- | --- | ----- | ------ | ----- |
| 1    | Australia       | 8   | 1     | 0      | 9     |
| 2    | Nueva Caledonia | 1   | 0     | 0      | 0     |
| 3    | Nueva Zelanda   | 0   | 7     | 0      | 7     |
| 4    | Vanuatu         | 0   | 1     | 0      | 1     |
| 5    | Islas Cook      | 0   | 0     | 5      | 5     |
|      | Total           | 9   | 9     | 5      | 23    |

## Torneo femenino

### Historial
| Año  | Sede       | Campeón   | Resultado    | Subcampeón                  | Tercer puesto / Cuarto Puesto | Tercer puesto / Cuarto Puesto | Tercer puesto / Cuarto Puesto | N.º. de selecciones |
| ---- | ---------- | --------- | ------------ | --------------------------- | ----------------------------- | ----------------------------- | ----------------------------- | ------------------- |
| 1997 | Melbourne  | Australia | 27-11; 22-11 | Nueva Zelanda               | Solo hubo dos equipos         | Solo hubo dos equipos         | Solo hubo dos equipos         | 2                   |
| 2005 | Sydney     | Australia | 38-12; 31-17 | Nueva Zelanda               | Solo hubo dos equipos         | Solo hubo dos equipos         | Solo hubo dos equipos         | 2                   |
| 2007 | Sydney     | Australia | Liguilla     | Federación de Nueva Zelanda | Nueva Zelanda                 | Nueva Zelanda                 | Nueva Zelanda                 | 3                   |
| 2009 | Brisbane   | Australia | Liguilla     | Queensland                  | Federación de Nueva Zelanda   | Liguilla                      | Nueva Zelanda                 | 4                   |
| 2011 | Wellington | Australia | 22-13; 25-15 | Nueva Zelanda               | Solo hubo dos equipos         | Solo hubo dos equipos         | Solo hubo dos equipos         | 2                   |
| 2013 | Wellington | Australia | 24-19; 26-16 | Nueva Zelanda               | Solo hubo dos equipos         | Solo hubo dos equipos         | Solo hubo dos equipos         |                     |
| 2016 | Sydney     | Australia | 26-12; 31-9  | Nueva Zelanda               | Solo hubo dos equipos         | Solo hubo dos equipos         | Solo hubo dos equipos         | 2                   |

### Palmarés
| Núm. | País                        | Oro | Plata | Bronce | Total |
| ---- | --------------------------- | --- | ----- | ------ | ----- |
| 1    | Australia                   | 7   | 0     | 0      | 7     |
| 2    | Federación de Nueva Zelanda | 0   | 4     | 1      | 5     |
| 3    | Nueva Zelanda               | 0   | 2     | 1      | 3     |
| 4    | Queensland                  | 0   | 1     | 0      | 1     |
|      | Total                       | 7   | 7     | 2      | 16    |